# Pedicularis thamnophila
Pedicularis thamnophila là loài thực vật có hoa thuộc họ Cỏ chổi. Loài này được (Hand.-Mazz.) H.L. Li mô tả khoa học đầu tiên năm 1948.